# 鶴来町
鶴来町（つるぎまち）は、かつて石川県石川郡に属していた町。金沢市の南郊にあり、2000年国勢調査における金沢市への通勤率は29.7%だった。
2005年（平成17年）2月1日、野々市町を除く石川郡を構成する町村及び隣接する松任市と合併して白山市が発足し、鶴来町は廃止された。

## 地理
手取川扇状地の扇頂に市街地が形成されており、白山麓の玄関口にあたっていた。加賀国一宮である白山比咩神社が立地し、古くから市が立っていた。
町西部の手取川扇状地では、「暴れ川」として知られた手取川の氾濫による浸水を避けるための集落形態である島集落が見られる。
近年、狭隘な市街地の人口が減少している一方で、金沢市に隣接する北部地域の人口は増加しており、金沢市のベッドタウンとしての性格が強まっている。

### 地形
- 山： 後高山（獅子吼高原）
- 河川： 手取川

### 隣接していた自治体
- 石川県
  - 石川郡 ： 野々市町 - 鳥越村 - 河内村
  - 金沢市
  - 松任市
  - 能美郡 ： 川北町 - 辰口町

## 歴史
- 1889年（明治22年）4月1日 - 町村制の施行により、石川郡鶴来町が発足する。
- 1954年（昭和29年）11月1日 - 石川郡鶴来町、一ノ宮村、蔵山村、林村及び舘畑村が合併して、改めて石川郡鶴来町が発足する。
- 2005年（平成17年）2月1日 - 松任市並びに石川郡美川町、鶴来町、鳥越村、尾口村、河内村、吉野谷村及び白峰村が合併して、白山市が発足する。[1]

## 行政

### 歴代町長
| 代 | 人 | 氏名         | 就任                       | 退任                       | 備考                       |
| -- | -- | ------------ | -------------------------- | -------------------------- | -------------------------- |
|    |    | 太田文二     | 1954年（昭和29年）11月1日  | 1954年（昭和29年）12月10日 | 町長職務執行者、旧鶴来町長 |
| 1  | 1  | 谷本与三次郎 | 1954年（昭和29年）12月10日 | 1958年（昭和33年）12月9日  |                            |
| 2  | 1  | 谷本与三次郎 | 1958年（昭和33年）12月10日 | 1962年（昭和37年）12月9日  |                            |
| 3  | 1  | 谷本与三次郎 | 1962年（昭和37年）12月10日 | 1966年（昭和41年）12月9日  |                            |
| 4  | 1  | 谷本与三次郎 | 1966年（昭和41年）12月10日 | 1970年（昭和45年）12月9日  |                            |
| 5  | 2  | 柴多進       | 1970年（昭和45年）12月10日 | 1974年（昭和49年）12月9日  |                            |
| 6  | 2  | 柴多進       | 1974年（昭和49年）12月10日 | 1978年（昭和53年）12月9日  |                            |
| 7  | 2  | 柴多進       | 1978年（昭和53年）12月10日 | 1982年（昭和57年）12月9日  |                            |
| 8  | 2  | 柴多進       | 1982年（昭和57年）12月10日 | 1986年（昭和61年）12月9日  |                            |
| 9  | 2  | 柴多進       | 1986年（昭和61年）12月10日 | 1990年（平成2年）12月9日   |                            |
| 10 | 2  | 柴多進       | 1990年（平成2年）12月10日  | 1994年（平成6年）12月9日   |                            |
| 11 | 3  | 車幸治       | 1994年（平成6年）12月10日  | 1998年（平成10年）12月9日  |                            |
| 12 | 3  | 車幸治       | 1998年（平成10年）12月10日 | 2002年（平成14年）12月9日  |                            |
| 13 | 3  | 車幸治       | 2002年（平成14年）12月10日 | 2005年（平成17年）1月31日  |                            |

### 姉妹都市・提携都市
日本国内
- 亀田町（新潟県中蒲原郡、現 新潟市江南区）
  - 2001年鶴亀交流友好都市提携

日本国外
- ボージャンシー（英語版）（フランス・サントル＝ヴァル・ド・ロワール地域圏ロワレ県）
  - 1999年9月2日友好都市提携

## 経済

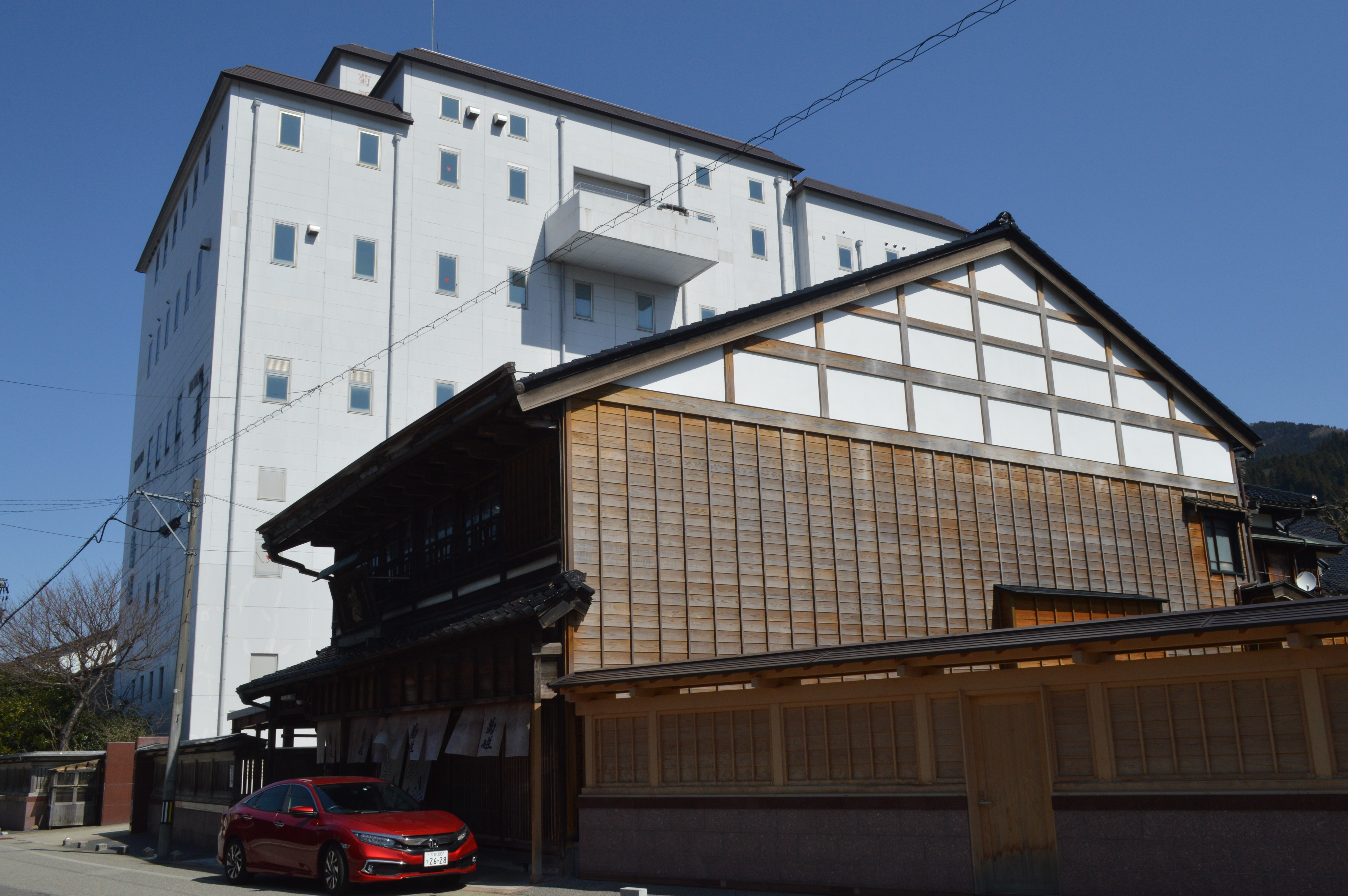
菊姫

### 産業
- 商業
  - 古くから白山麓の玄関口として、平野部で採れる農産物等と、山で採れる木材･石炭等が、この地で取引されていた。
- 工業
  - 古くから刀剣の生産が盛んで、江戸時代には加賀藩御用達の刃物店もあった。特産品として「かわとり包丁」がある。
- 醸造業
  - 日本酒メーカーとしては菊姫（菊姫）と小堀酒造店（萬歳楽）がある。酢の蔵元もある。

2010年（平成22年）より地域おこしの一環として、地元商工会青年部がご当地グルメであるつるぎTKGYを開発している。

## 施設
警察
- 石川県鶴来警察署
  - 白山交番
  - 道法寺駐在所
  - 日向駐在所

消防
松任石川広域事務組合消防本部が管轄する。
- 鶴来消防署

医療
- 公立つるぎ病院

上水道
一部を除いて石川県企業局が供給する。
- 石川県営水道
  - 鶴来取水場
  - 鶴来浄水場
- 鶴来町簡易水道

下水道
鶴来町単独の公共下水道と、石川県下水道公社の犀川左岸流域下水道に接続されている。
- 鶴来町公共下水道
  - 鶴来町浄化センター
- 犀川左岸流域下水道 （金沢市の犀川左岸浄化センターで処理）

ゴミ処理
松任石川広域事務組合が、松任市の松任石川環境クリーンセンターで処理する。
- 鶴来清掃センター （最終処分場）

電話
金沢市のNTT西日本金沢支店が管轄する。
市外局番は町内全域が076である。
郵便
町内の集配は以下の局が行う。
- 鶴来郵便局 - 〒920

これ以外に5局の郵便局がある。
税務
松任市の金沢国税局松任税務署が管轄する。
その他
- 石川県農林試験場

電気
鶴来町の電気事業者は当初金沢電気瓦斯であったが町営にかわった。1919年（大正8年）12月事業許可を受け、発電所はもたず金沢電気瓦斯より受電し1920年（大正9年）6月より事業を開始した。
娯楽
- 鶴来劇場 - 映画館

## 教育

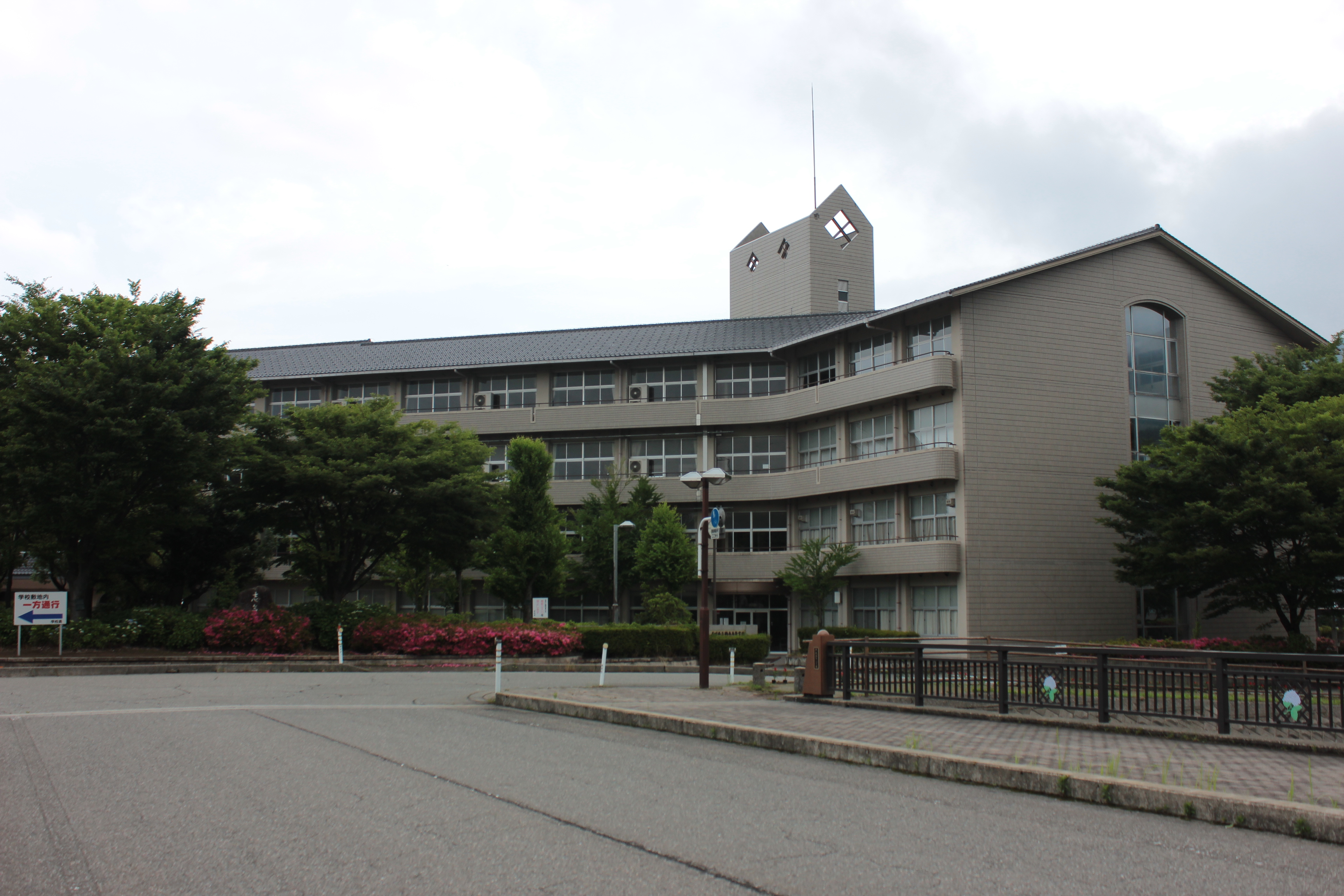
石川県立鶴来高等学校

### 高等学校
- 石川県立鶴来高等学校

### 中学校
- 鶴来町立鶴来中学校
- 鶴来町立北辰中学校

### 小学校
- 鶴来町立朝日小学校
- 鶴来町立広陽小学校
- 鶴来町立明光小学校

### 社会教育
- 鶴来町立図書館
  - クレイン図書館
  - 鶴来町社会教育センター図書館
- 鶴来町立博物館
- 石川県ふれあい昆虫館
- 石川県立白山青年の家
- 鶴来町総合文化会館 クレイン
- 鶴来町社会教育センター
- 白山郷公園

#### 体育施設
- 白山郷運動公園体育館
- 舟岡山体育館
- 鶴来町立鶴来健民野球場
- 鶴来町立武道館
- クレインプール

## 交通

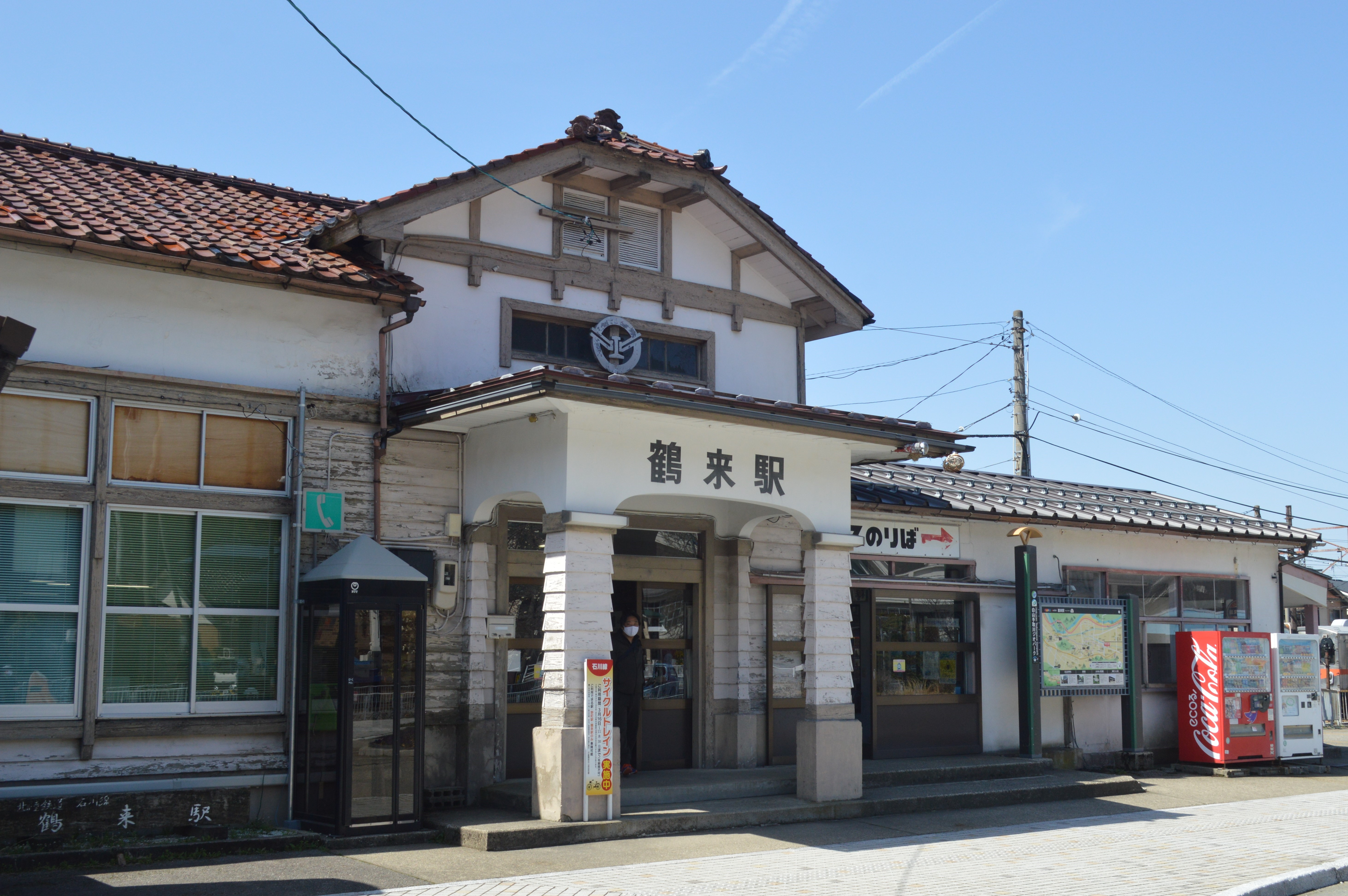
鶴来駅

### 鉄道
- 北陸鉄道
  - 石川線 ： 曽谷駅 - 道法寺駅 - 井口駅 - 小柳駅 - 日御子駅 - 鶴来駅 - 中鶴来駅 - 加賀一の宮駅
- スカイ獅子吼ゴンドラ

### バス
- 加賀白山バス（北鉄グループ）

コミュニティバス
- つるぎふれあいバス （委託：加賀白山バス）

### 道路
- 一般国道
  - 国道157号
  - 国道157号鶴来バイパス
- 県道
  - 主要地方道
    - 石川県道4号小松鶴来線
    - 石川県道22号金沢小松線 （加賀産業開発道路）
    - 石川県道44号小松鳥越鶴来線
    - 石川県道45号金沢鶴来線
    - 石川県道58号鶴来美川インター線

  - 一般県道
    - 石川県道103号鶴来水島美川線
    - 石川県道105号松任鶴来線
    - 石川県道179号野々市鶴来線

## 名所・旧跡・観光スポット・祭事・催事

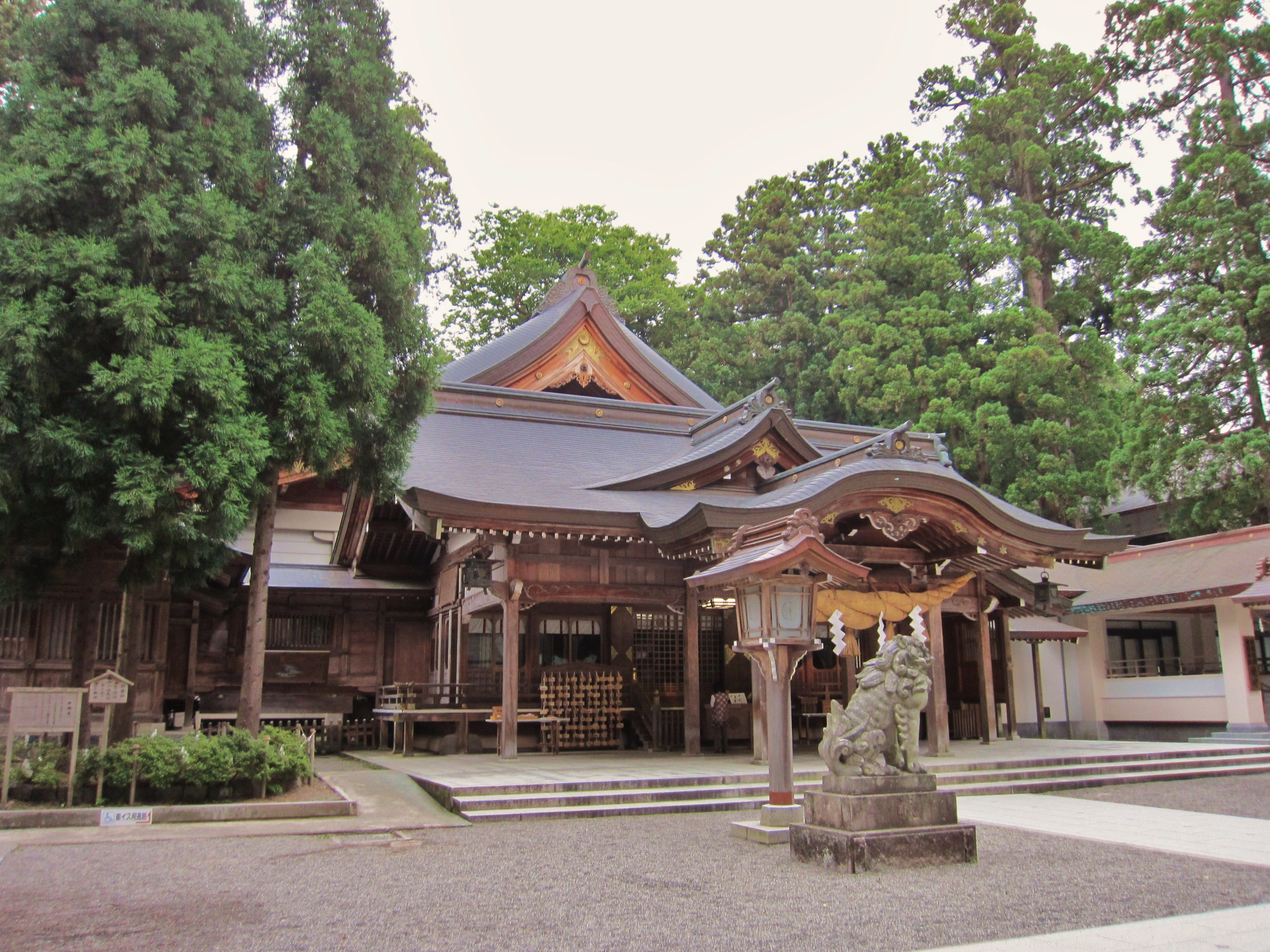
白山比咩神社

### 名所・旧跡
- 白山比咩神社 - 式内社。加賀国一宮。旧社格は国幣中社。
- 金剱宮
- 鶴来別院
- 歌占の瀧
- 不動瀧

### 観光スポット
- 獅子吼高原
- パーク獅子吼
- スカイ獅子吼スキー場
- 横町うらら館
- 石川県農林試験場 樹木公園

### 祭事・催事
- ほうらい祭り